# Estación de Albuixech
Albuixech es una estación ferroviaria situada en el municipio español de Albuixech en la provincia de Valencia, Comunidad Valenciana. Forma parte de las líneas C-5 y C-6 de la red de Cercanías Valencia.

## Situación ferroviaria
La estación se encuentra en el punto kilométrico 13,7 de la línea férrea de ancho ibérico que une Valencia con San Vicente de Calders a 8,48 metros de altitud.

## Historia
Aunque situada en el tramo Valencia-Sagunto de la línea Valencia-Tarragona inaugurado el 20 de abril de 1862 por parte de la Sociedad de los Ferrocarriles de Almansa a Valencia y Tarragona o AVT, no se construyó ninguna estación en Albuixech. En su lugar se había construir en la cercana Masalfasar una estación compartida por ambos municipios. Esta situación se mantuvo hasta el grave accidente que sufrió la estación de Masalfasar-Albuixech en 1976 lo que llevó a derruir la misma creando dos nuevas estaciones la de Albuixech y la de Masalfasar. 
Desde el 31 de diciembre de 2004 Renfe Operadora explota la línea mientras que Adif es la titular de las instalaciones ferroviarias.

## Servicios ferroviarios

### Cercanías
Los trenes de cercanías de la línea C-6 realizan parada en la estación.
| procedencia/destino | < estación | Línea | estación > | destino/procedencia   |
| ------------------- | ---------- | ----- | ---------- | --------------------- |
| Valencia-Norte      | Roca-Cúper |       | Masalfasar | Castellón de la Plana |